# Boixa rovellada
La boixa rovellada (Hydnellum ferrugineum), també conegut per bolet d'agulles rovellat, és una espècie de fong de l'ordre dels teleforals (Thelephorales). És una boixa d'agulles de carn compacta, caracteritzada per la superfície del barret vellutada, sense zones concèntriques, de color bru rovell i que, quan és jove, és blanquinosa i pot exsudar gotes vermelles

## Morfologia

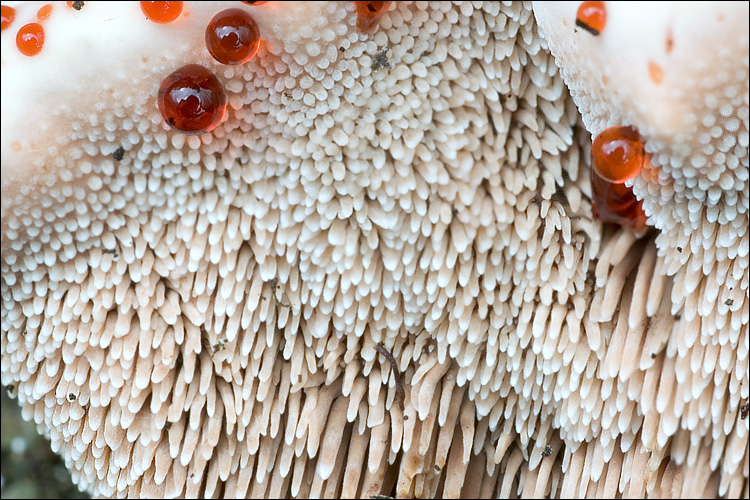
Revers d'una boixa rovellada (Hydnellum ferrugineum) jove

Solitari o gregari, gran, de fins a 10 cm de diàmetre; en forma de tap troncocònic, més tard estès; superfície vellutada i azonada, bonyeguda; de jove blanquinosa, en madurar brunenca i, més tard, rovellada; de jove pot secretar gotes de color vermell sang.
Revers amb agulles decurrents, inicialment blanquinoses, més tard de bru rosàcies a bru vermelloses, es extrems clars.
Cama de fins a 5 cm de longitud; molt vellutada i enfeltrada; bru vermellosa a molt fosca; sol incorporar acícules de pi.
Carn zonada, bru vermellosa; d'olor i tast farinaci.

## Hàbitat

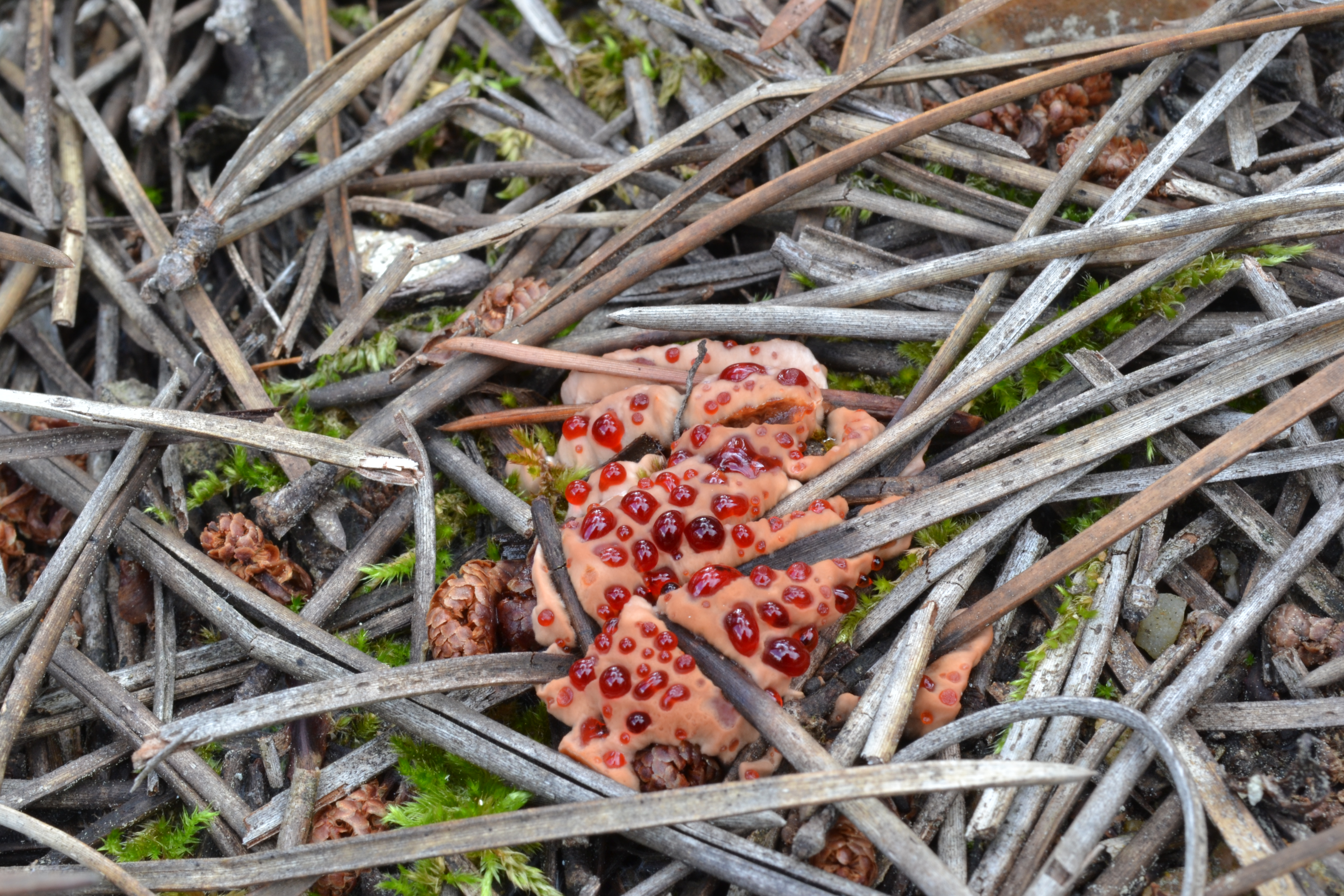
Boixa rovellada (Hydnellum ferrugineum) en una pineda

Molt comú, des de l'estiu a ben entrat l'hivern; des de l'estadi subalpí a la terra baixa; en el sòl de pinedes; entre la pinassa, vora pins i avet

## Comentaris
Carn + KOH: bru oliva (en seccions fines de carn)
És molt semblant la boixa de sang (Hydnellum peckii) que creix en els mateixos hàbitats, però que és de carn inodora o gairebé inodora i molt picant.

## Comestibilitat
No és comestible.